# کو لی چین-فو
کو لی چین-فو (انگلیسی: Kuo Lee Chien-fu؛ زادهٔ ۲۴ مارس ۱۹۶۹) بازیکن بیسبال اهل تایوان است.